# 延岡市立浦城小学校
延岡市立浦城小学校（のべおかしりつ うらしろしょうがっこう）は、宮崎県延岡市浦城町にある公立の小学校。2024年度の児童数は3人。

## 概要
歴史
1878年（明治11年）創立。現校名となったのは1958年（昭和33年）。2023年（令和5年）に創立145年を迎えた。
校章
中央に校名の「浦城」の文字（縦書き）を配している。
校歌
作詞・作曲ともに高妻清司による。歌詞は3番まであり、各番の歌詞中に校名の「浦城」が登場する。
通学区域及
延岡市のうち、「浦城町、安井町」。中学校区は延岡市立南浦中学校。
2022年（令和2年）度より、校区外通学「特認校」制度が導入され、延岡市内全地域からの通学が可能である。

## 沿革
- 1878年（明治11年）6月11日 - 「浦尻小学校」が開校。
- 1886年（明治19年）- 小学校令施行により、簡易科（3年制）を設置の上、「簡易浦尻小学校」に改称。
- 1889年（明治22年）5月1日 - 町村制施行により、東臼杵郡4村（浦尻・須怒江・熊野江・島野浦）が合併の上、「南浦村」が発足。
- 1890年（明治23年）- 尋常科（4年制）を設置の上、「尋常浦尻小学校」に改称。
- 1892年（明治25年）- 「浦尻尋常小学校」に改称。
- 1895年（明治28年）7月25日 - 安井分校を設置。
- 1904年（明治37年）6月1日 - 現在地に移転。
- 1908年（明治41年）4月 - 改正小学校令により、尋常科（義務教育年限）が4年制から6年制に改められる。尋常科5年を新設。
- 1909年（明治42年）4月 - 尋常科6年を新設。
- 1937年（昭和12年）4月1日 - 高等科を併置の上、「浦尻尋常高等小学校」に改称。
- 1941年（昭和16年）4月1日 - 国民学校令施行により、「南浦村浦尻国民学校」に改称。尋常科を初等科に改める。
- 1947年（昭和22年）- 学制改革が行われる（六・三制の実施）。
  - 4月1日 - 国民学校初等科が、新制小学校「南浦村立浦尻小学校」に改組・改称。
  - 5月8日 - 国民学校高等科が、青年学校普通科とともに、新制中学校「南浦村立熊野江中学校 浦尻分校」に改組・改称。
- 1952年（昭和27年）9月 - 運動場を拡張。
- 1955年（昭和30年）4月1日 - 延岡市との合併により、「延岡市立浦尻小学校」に改称。
- 1958年（昭和33年）4月1日 - 「延岡市立浦城小学校」（現校名）に改称（「尻」→「城」）。鉄骨造校舎（6教室）が完成。
- 1961年（昭和36年）
  - 4月1日 - 安井分校が分離の上、延岡市立安井小学校として独立。
  - 12月 - へき地集会所（体育館）が完成。
- 1962年（昭和37年）9月 - 運動場を拡張。
- 1965年（昭和40年）4月 - 熊野江中学校浦城分校が移転し、併設を解消。
- 1966年（昭和41年）4月1日 - 浦城分校が熊野江中学校から分離の上、「延岡市立浦城中学校」として独立。
- 1972年（昭和47年）3月 - 鉄筋コンクリート造2階建の管理棟が完成。
- 1978年（昭和53年）6月11日 - 創立100周年記念式典を挙行。
- 1982年（昭和57年）1月 - プールが完成。
- 1990年（平成2年）3月 - 新体育館が完成。
- 1991年（平成3年）9月 - 校旗を新調。
- 1993年（平成5年）4月1日 - 延岡市立安井小学校を統合。
- 1996年（平成8年）4月1日 - 異動困難校から平地校に変更となる。
- 2001年（平成13年）
  - 3月 - 校舎新増改築工事が完了。
  - 10月16日 - 南浦地区集中豪雨による大規模で被害を受ける。
- 2014年（平成26年）
  - 4月1日 - 延岡市立浦城中学校が閉校となったため、中学校区が延岡市立南浦中学校に変更となる。
  - 9月 - 浦城区・浦城小学校の合同運動会を開催。
- 2015年（平成27年）5月 - 延岡市立熊野江小学校と集合学習を開始。
- 2022年（令和4年）9月1日 - 校区外通学「特認校」制度を開始。
- 2023年（令和5年）7月6日 - 浦城っ子農園の野菜販売を開始。

## 交通アクセス
最寄りのバス停留所
- 宮崎交通バス「折川内」または「西浦城」バス停下車、徒歩5分

最寄りの幹線道路
- 国道388号（日豊リアスライン）
- 宮崎県道212号浦城東海線

## 周辺
- 浦城浜公園
- 浦尻神社
- 浦城川